# Andy Murray
Andrew »Andy« Murray, britanski teniški igralec, * 15. maj 1987, Glasgow, Škotska, Združeno kraljestvo.
Murray je zmagovalec treh posamičnih turnirjev za grand slam, še osemkrat je igral v finalu. Osvojil je turnir za odprto prvenstvo ZDA leta 2012, ko je v finalu v petih nizih premagal Novaka Đokovića. S tem je prekinil dolgotrajno negativno tradicijo, ki je dolgo visela nad najboljšimi britanskimi teniškimi igralci, saj je postal prvi britanski zmagovalec turnirja za grand slam po 76 letih, ko je to zadnjič uspelo Fredu Perryju. Z Juanom Martínom del Potrom sta edina teniška igralca z zmago na turnirjih za grand slam od vključno leta 2006, ob dominantnih treh teniških igralcih obdobja: Federerju, Đokoviću in Rafaelu Nadalu. En mesec pred zmago je osvojil tudi zlato medaljo na olimpijskem turnirju v Londonu med posamezniki, ko je v finalu premagal Rogerja Federerja, veselil pa se je tudi srebrne medalje v mešanih dvojicah. Pred tem je štirikrat izgubil v finalih turnirjev za grand slam, trikrat proti Federerju, leta 2008 na turnirju za odprto prvenstvo ZDA, leta 2010 na turnirju za odprto prvenstvo Avstralije in leta 2012 na turnirju za odprto prvenstvo Anglije ter proti Đokoviću leta 2011 na turnirju za odprto prvenstvo Avstralije. Leta 2013 je osvojil odprto prvenstvo Anglije kot prvi britanski igralec po 77 letih. Leta 2016 je dosegel drugo zmago v Wimbledonu, v finalu je premagal Milosa Raonica.

## Finali turnirjev za grand slam, posamično (11)

### Zmage (3)
| Leto | Turnir                       | Nasprotnik v finalu | Rezultat finala                |
| 2012 | Odprto prvenstvo ZDA         | Novak Đoković       | 7–6(12–10), 7–5, 2–6, 3–6, 6–2 |
| 2013 | Odprto prvenstvo Anglije     | Novak Đoković       | 6–4, 7–5, 6–4                  |
| 2016 | Odprto prvenstvo Anglije (2) | Milos Raonic        | 6–4, 7–6(7–3), 7–6(7–2)        |

### Porazi (8)
| Leto | Turnir                          | Nasprotnik v finalu | Rezultat finala              |
| 2008 | Odprto prvenstvo ZDA            | Roger Federer       | 2–6, 5–7, 2–6                |
| 2010 | Odprto prvenstvo Avstralije     | Roger Federer       | 3–6, 4–6, 6–7(11–13)         |
| 2011 | Odprto prvenstvo Avstralije (2) | Novak Đoković       | 4–6, 2–6, 3–6                |
| 2012 | Odprto prvenstvo Anglije        | Roger Federer       | 6–4, 5–7, 3–6, 4–6           |
| 2013 | Odprto prvenstvo Avstralije (3) | Novak Đoković       | 7–6(7–2), 6–7(3–7), 3–6, 2–6 |
| 2015 | Odprto prvenstvo Avstralije (3) | Novak Đoković       | 6–7(5–7), 7–6(7–4), 3–6, 0–6 |
| 2016 | Odprto prvenstvo Avstralije (4) | Novak Đoković       | 1–6, 5–7, 6–7(3–7)           |
| 2016 | Odprto prvenstvo Francije       | Novak Đoković       | 6–3, 1–6, 2–6, 4–6           |